# Bos (vegetatie)

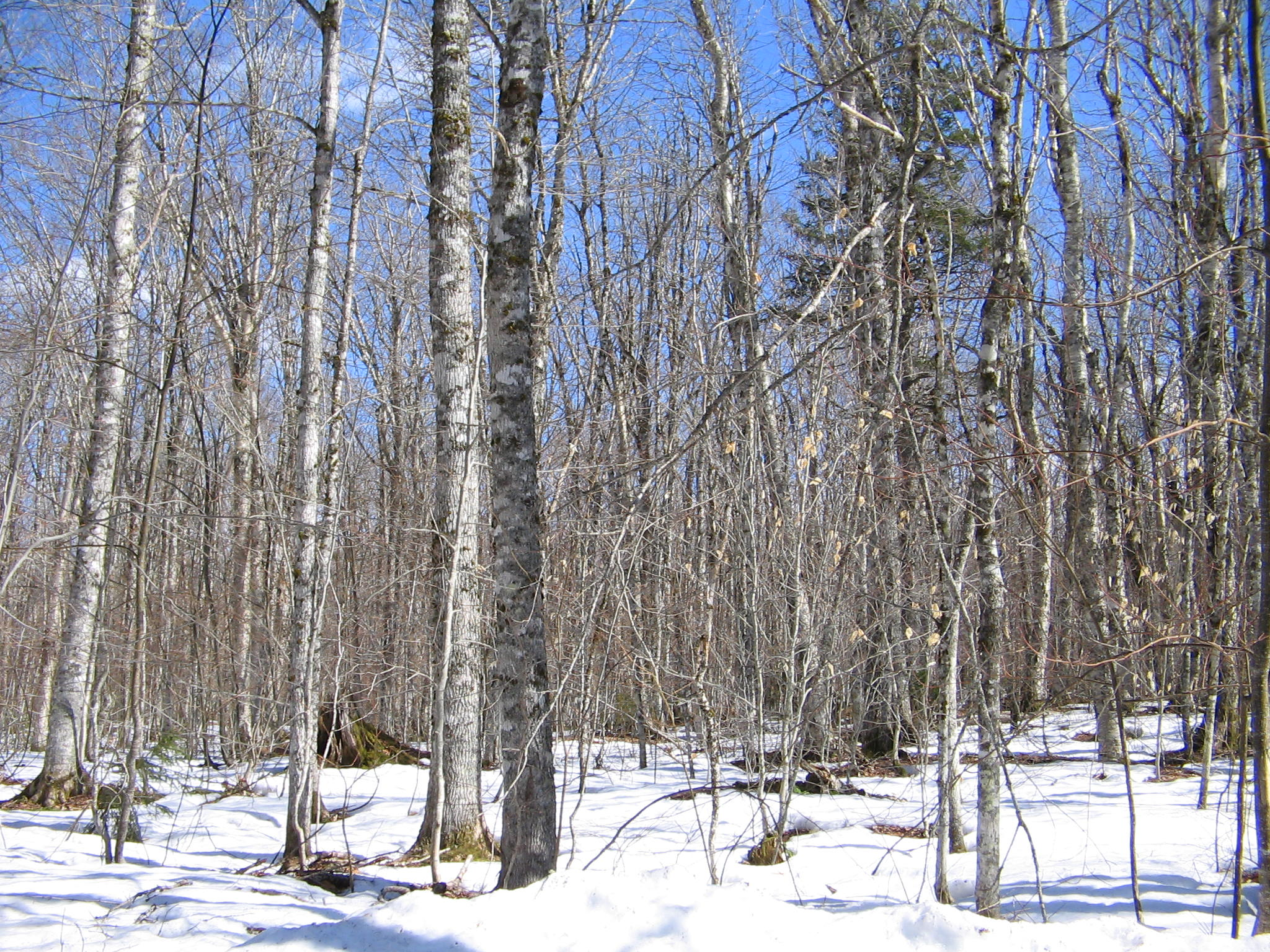
Bos in de winter

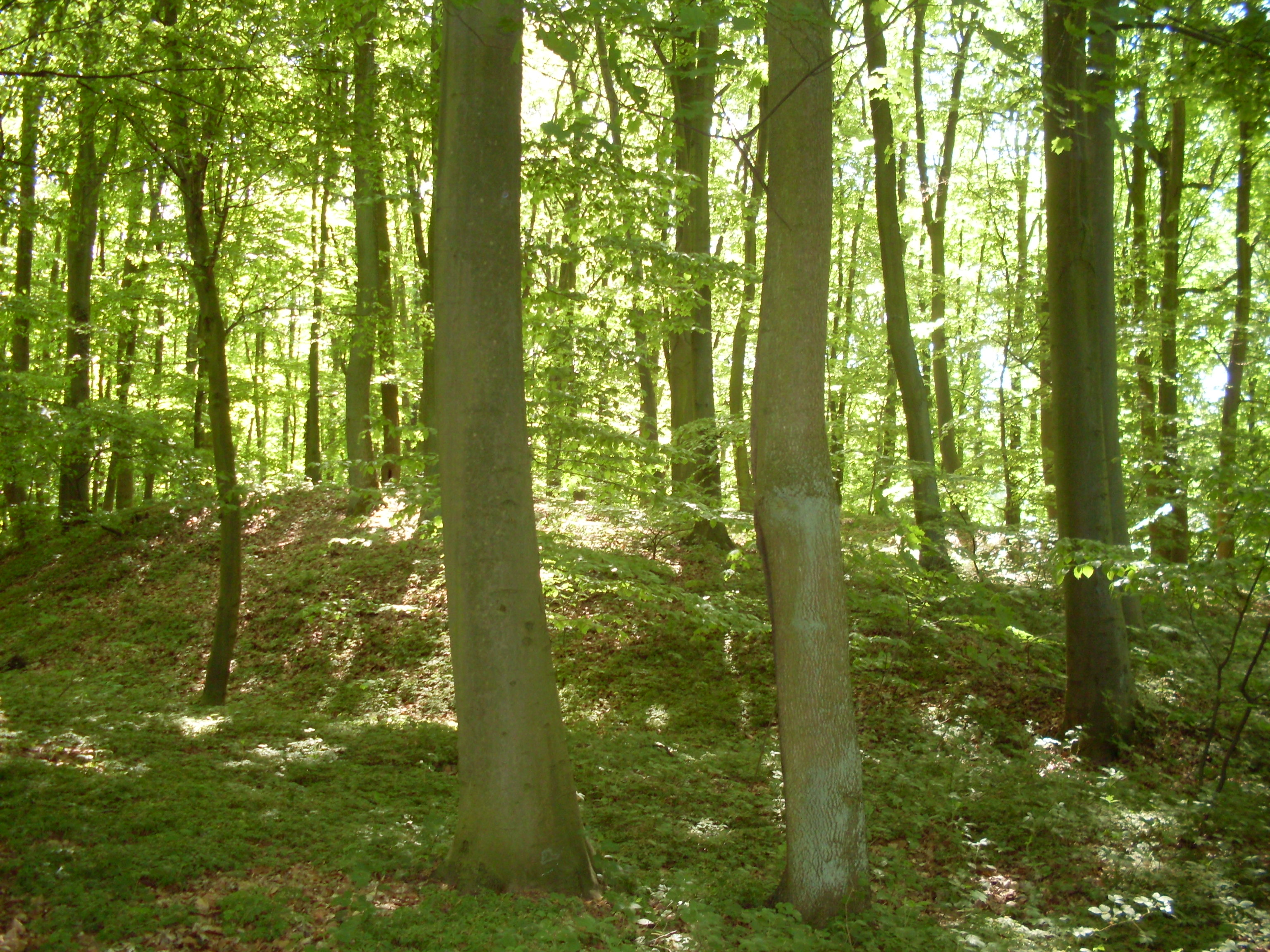
Lente in de Wkrzanska Wildernis, Police, Polen

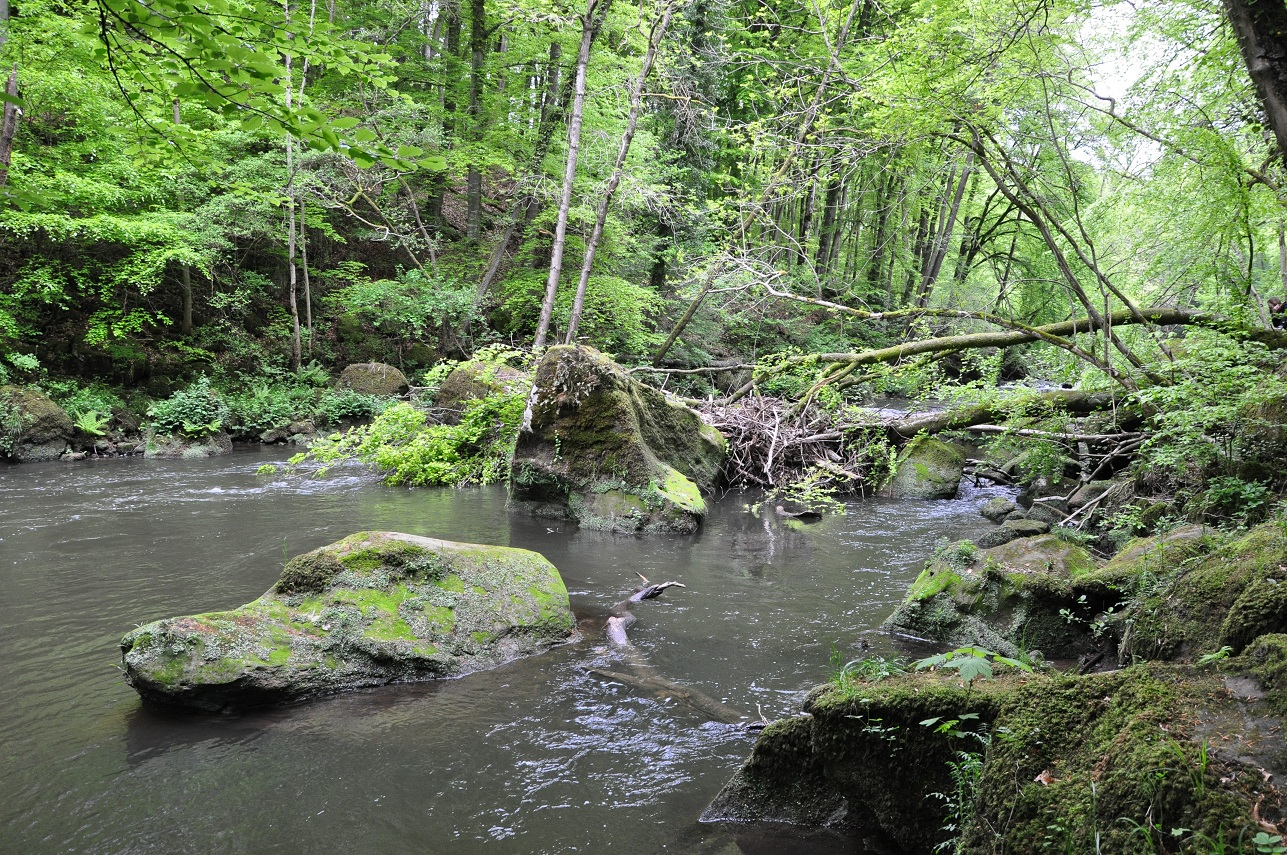
Bos in de Eifel, Duitsland

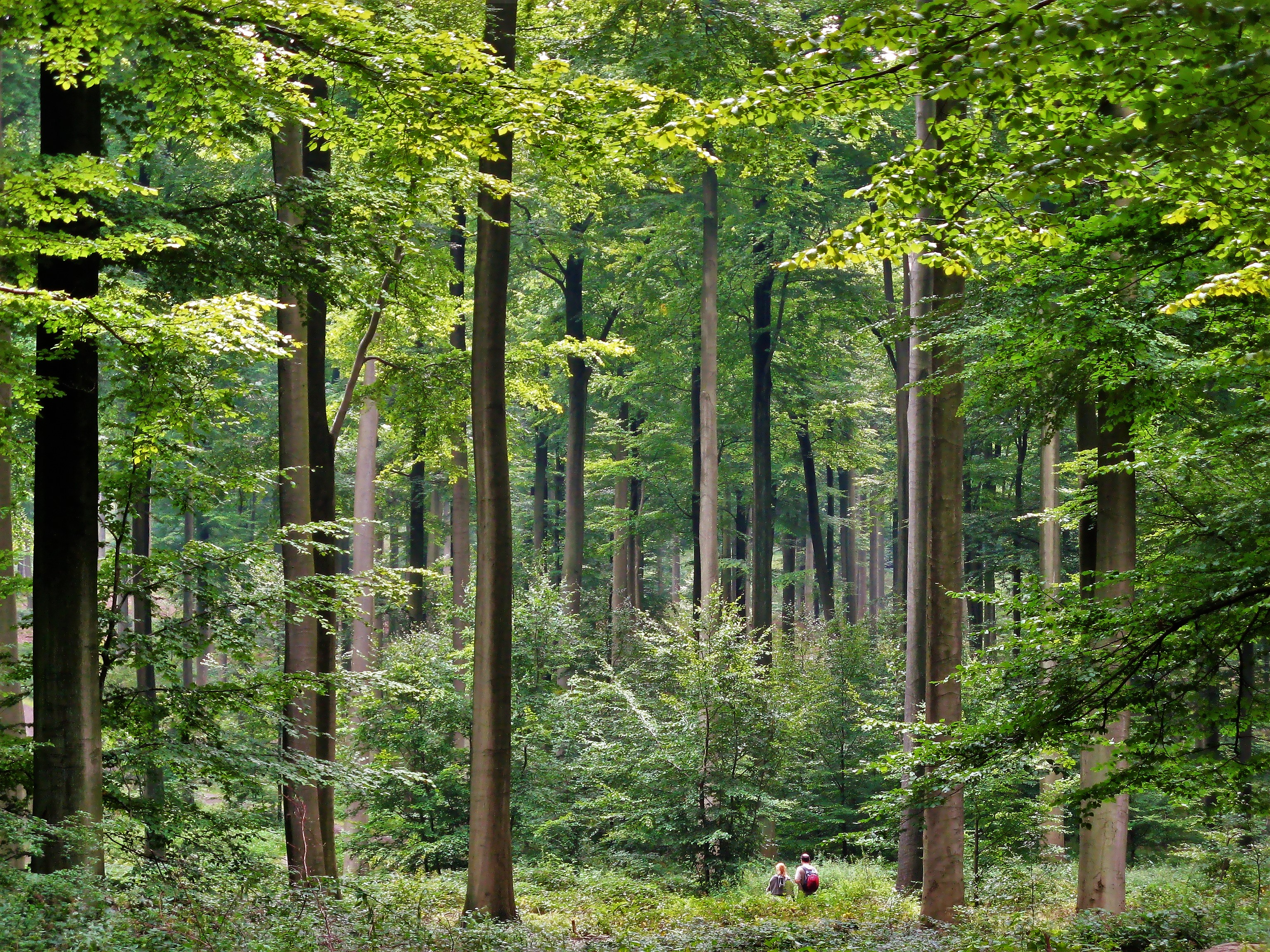
Beukenbos (Zoniënwoud, Brussel)

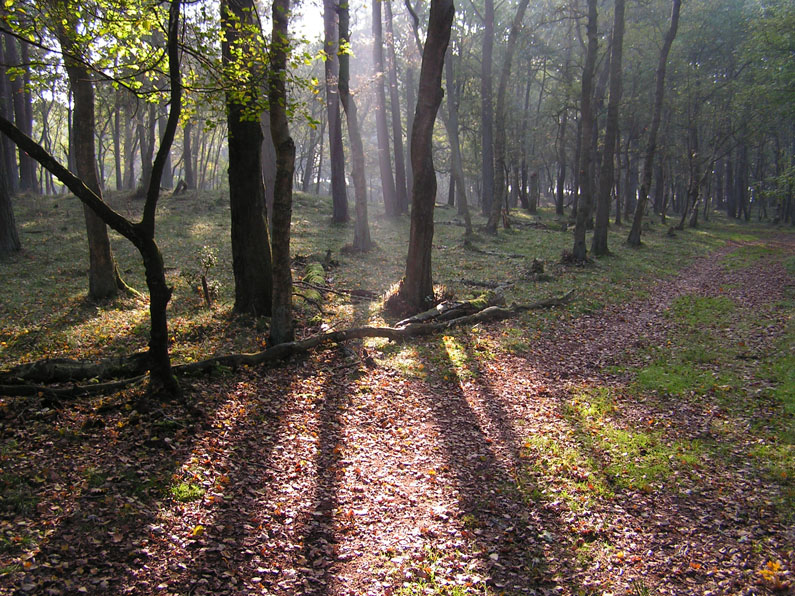
Bospad in de herfst

Een bos is een begroeiing (een aanplant of een vegetatie/formatie) met bomen in een dominante boomlaag, of meerdere boomlagen.
Afhankelijk van de overheersende groeivormen en afmetingen van de plantengroei zijn wel vegetatielagen te onderscheiden: de moslaag, kruidlaag, struiklaag en de altijd aanwezige boomlaag (of boomlagen). Niet alle lagen zijn altijd aanwezig in de begroeiing, of even sterk aanwezig. Er kan daarbij een ondergroei zijn van mossen, kruiden en struiken, en de bodem kan rijk zijn aan schimmels. Ook kunnen de stammen, takken en bladeren als substraat dienen voor epifytische planten, korstmossen en andere schimmels.
Er bestaan veel definities van wat een bos is, omdat er in de wereld vele bostypen bestaan, en omdat de mens uitdrukking wil geven aan tal van verschillende gebruiksmogelijkheden van het bos. Elementen uit de definities zijn abundantie, boomhoogte, minimumoppervlak (bijv. 0,5 ha) en de bedekking van de lucht door de boomkruinen (in verschillende definities uiteenlopend van minimaal 10% tot minimaal 60%).
In de natuurlijke Europese bossen kwamen oorspronkelijk grote grazers zoals wisent, oeros, tarpan, edelhert en eland voor, die terreinen open hielden, totdat er struwelen met stekelige of doornige struiken als meidoorn, sleedoorn, rozen en braam opkwamen. Dieren als gaaien of eekhoorns zorgen voor verspreiding van zaden en vruchten (zoals eikels) door aan de randen van bossen deze als wintervoer te verstoppen. De achtergebleven vruchten en zaden konden kiemen en het begin vormen van nieuw bomen.
Modern bosbeheer betekent vaak de omvorming van productiebos tot meer natuurlijk (niet gestoord of weinig door de mens beïnvloed) gemengd bos met inheemse loofbomen.

## Soorten bossen
Per klimaat of vegetatiezone in de bergen worden bossen ruwweg in drie types onderverdeeld: naaldbossen, loofbossen en tropische bossen. Er bestaan ook gemengde bossen waar naaldbomen en loofbomen door elkaar heen staan.
- Naaldbossen komen voor in de gematigde gebieden waar het 's winters koud is en de bodem minder voedzaam is: op zandgronden, op voedselarme gronden en hogere berghellingen tot aan de boomgrens. Naaldbomen hebben geen vlakke, maar naaldvormige bladeren. Vaak zijn in dezelfde koude klimaatzones ook veel berkenbossen. Berken zijn loofbomen die zeer goed bestand zijn tegen kou en arme grond.
- Loofbossen komen ook in de gematigde gebieden voor, waar het minder koud is en op lagere berghellingen. In de herfst verliezen ze hun bladeren.
- Mediterrane bossen komen in de subtropen voor en zijn bestand tegen extreme droogte en hitte, maar ook tegen gematigde temperaturen en grote neerslaghoeveelheden.
- Tropische bossen vindt men in de tropische gebieden. De bomen hebben net als loofbossen vlakke bladeren. Er zijn boomsoorten waarvan de bladeren het hele jaar aan de boom blijven zitten, maar andere laten bij het begin van de droge tijd hun bladeren vallen. De bladen die het hele jaar door aan de boom blijven hangen, zijn meestal dik en giftig als bescherming tegen insectenvraat. Alle plantmaterie die op de grond valt, verteert snel en de vrijgekomen voedingsstoffen worden door de planten snel opgenomen. Door het snelle verteringsproces wordt er geen humus opgebouwd en blijft de grond arm aan voedingsstoffen. De planten concurreren om licht en om voedingsstoffen. Er zijn veel plantstrategieën, zoals "wurgplanten" die rond de boomstam van boven naar beneden groeien en uiteindelijk de boom wurgen en zijn plaats innemen. In een tropisch bos zijn de bomen met elkaar verbonden via lianen die vanaf de grond om een boomstam heen naar boven groeien en vervolgens vanaf bovenaf naar andere bomen.

Er is een onderscheid tussen natuurlijke bossen en productiebossen. Een ander onderscheid is op basis van het milieu waarop ze voorkomen zoals moerasbossen op veengronden (elzenbroekbossen) en de ooibossen bossen langs rivieren.

## Functie van bossen

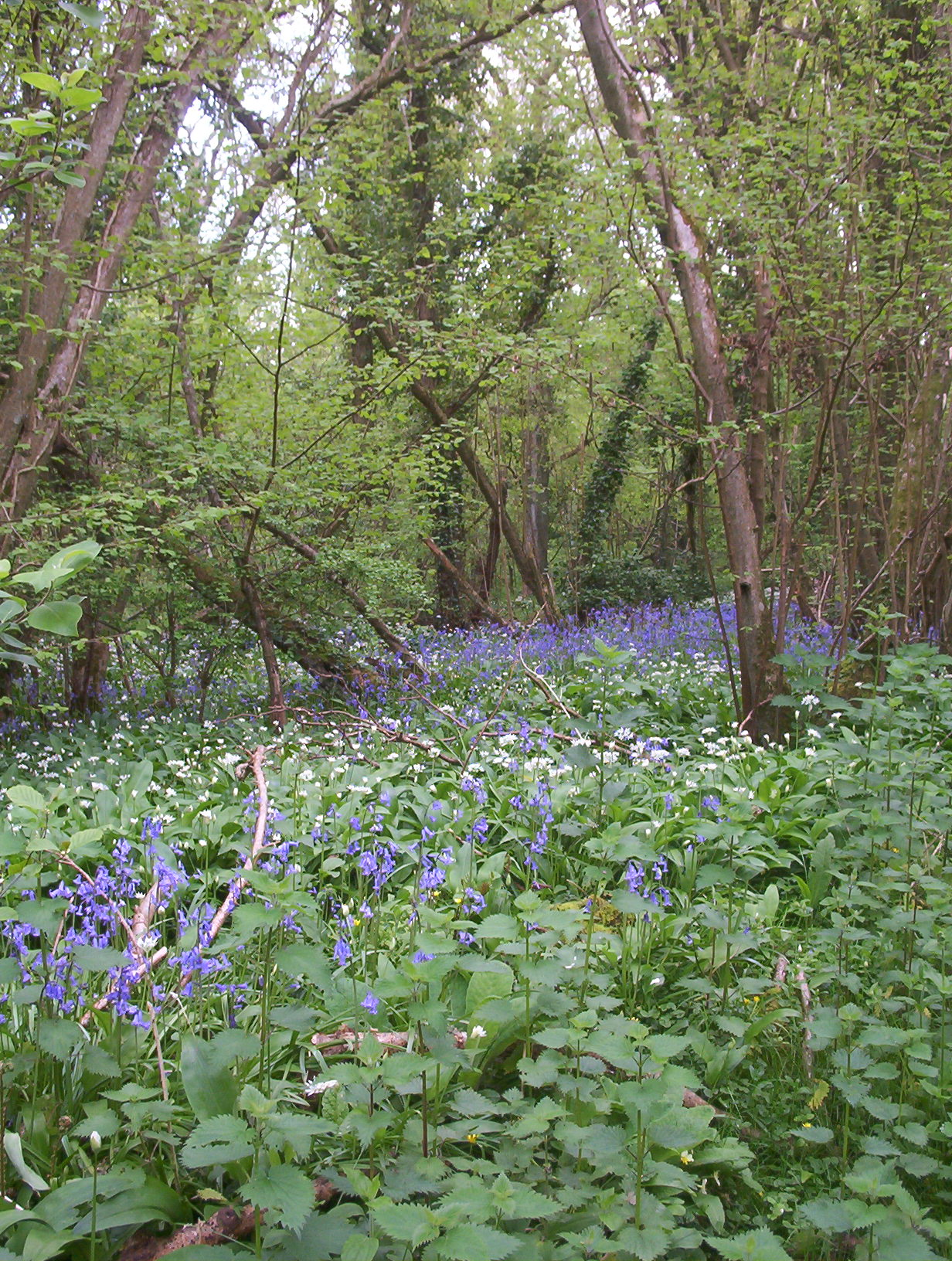
Hakhoutbos met wilde hyacint, daslook en hazelaar

### Flora en vegetatie

#### Bosflora
Naaldbossen zijn vaak armer aan plantensoorten dan loofbossen, omdat ze gewoonlijk zijn aangeplant op arme grond, omdat de bomen dicht op elkaar staan, waardoor er, met uitzondering van larixbossen in de winter, weinig licht door de boomkruinen op de grond terechtkomt. Kruiden komen dan vaak niet tot volle wasdom. En op de grond onder het vrij dikke naaldenpakket kan geen humusrijke bodem ontstaan. De zure grond die zo ontstaat is voor veel planten niet geschikt om te kunnen groeien. Wel komen er in naaldbossen verschillende soorten mossen en korstmossen voor, zoals bekertjesmos en rendiermos.
Loofbossen zijn vaak rijk aan diverse kruiden en struiken, omdat er tussen de kruinen van de bomen vrij veel licht op de grond valt, waar planten zich goed kunnen ontwikkelen. Een uitzondering vormt het beukenbos, waar ook weinig licht op de bodem terechtkomt, en doordat de afgevallen bladeren maar langzaam verteren en weinig kruiden en mossen toelaten op de bodem.

#### Vegetatielagen
In min of meer natuurlijke bossen kunnen vaak meerdere vegetatielagen worden onderscheiden. Deze indeling is relevant omdat veel organismen zich bij voorkeur in een van die lagen ophouden. Boven de strooisellaag (geen echte vegetatielaag) kunnen zich bevinden:
- Moslaag (bodemmossen en zeer lage planten; naast de mossen op stammen en takken)
- Kruidlaag, eventueel onderscheiden in een lage en een hoge kruidlaag
- Struiklaag, eventueel een lage en een hoge struiklaag; zelden aangeplant
- Boomlaag, eventueel een lage en een hoge boomlaag; deze vegetatielaag kan ook aangeplant zijn

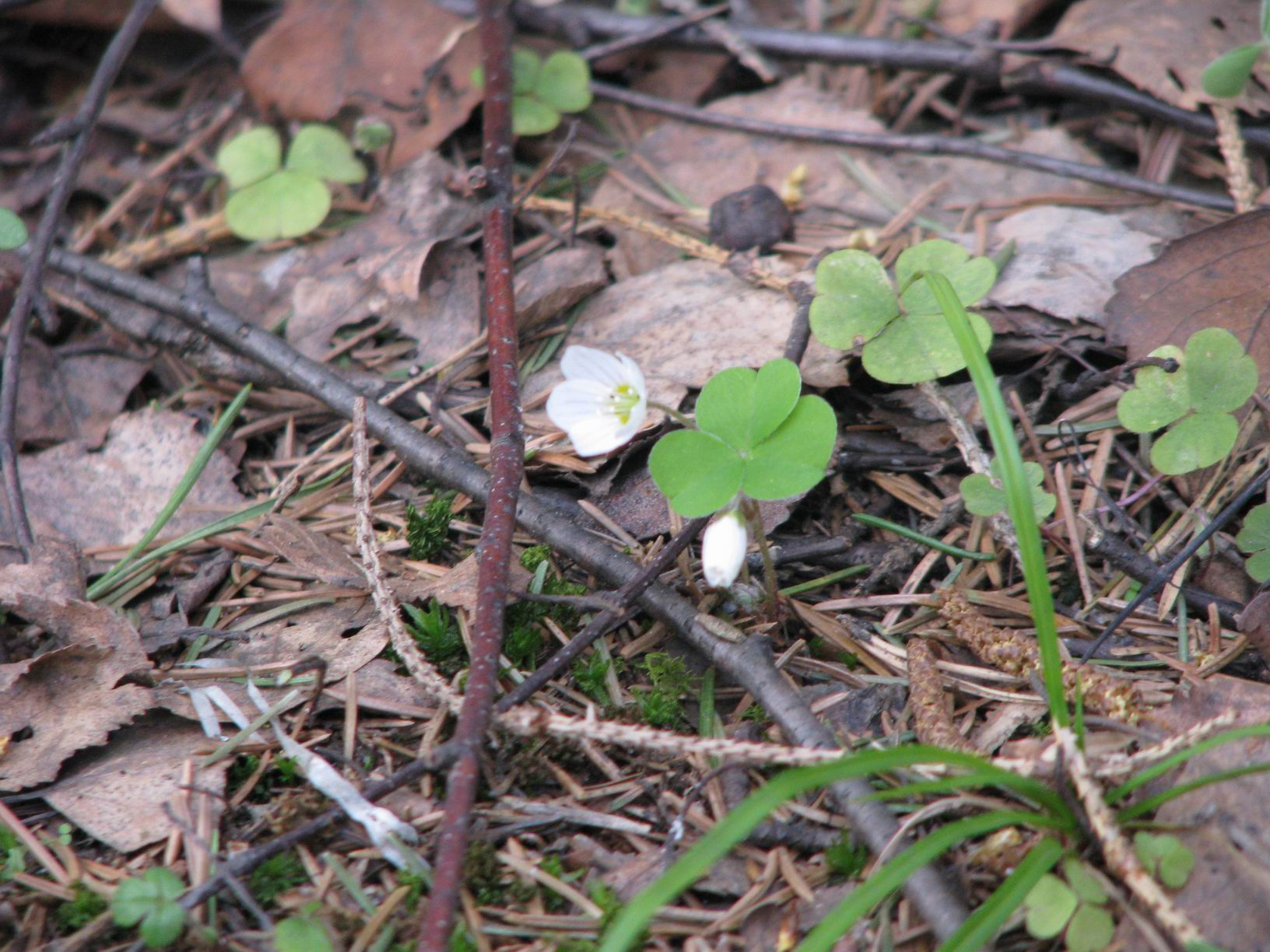
Strooisellaag
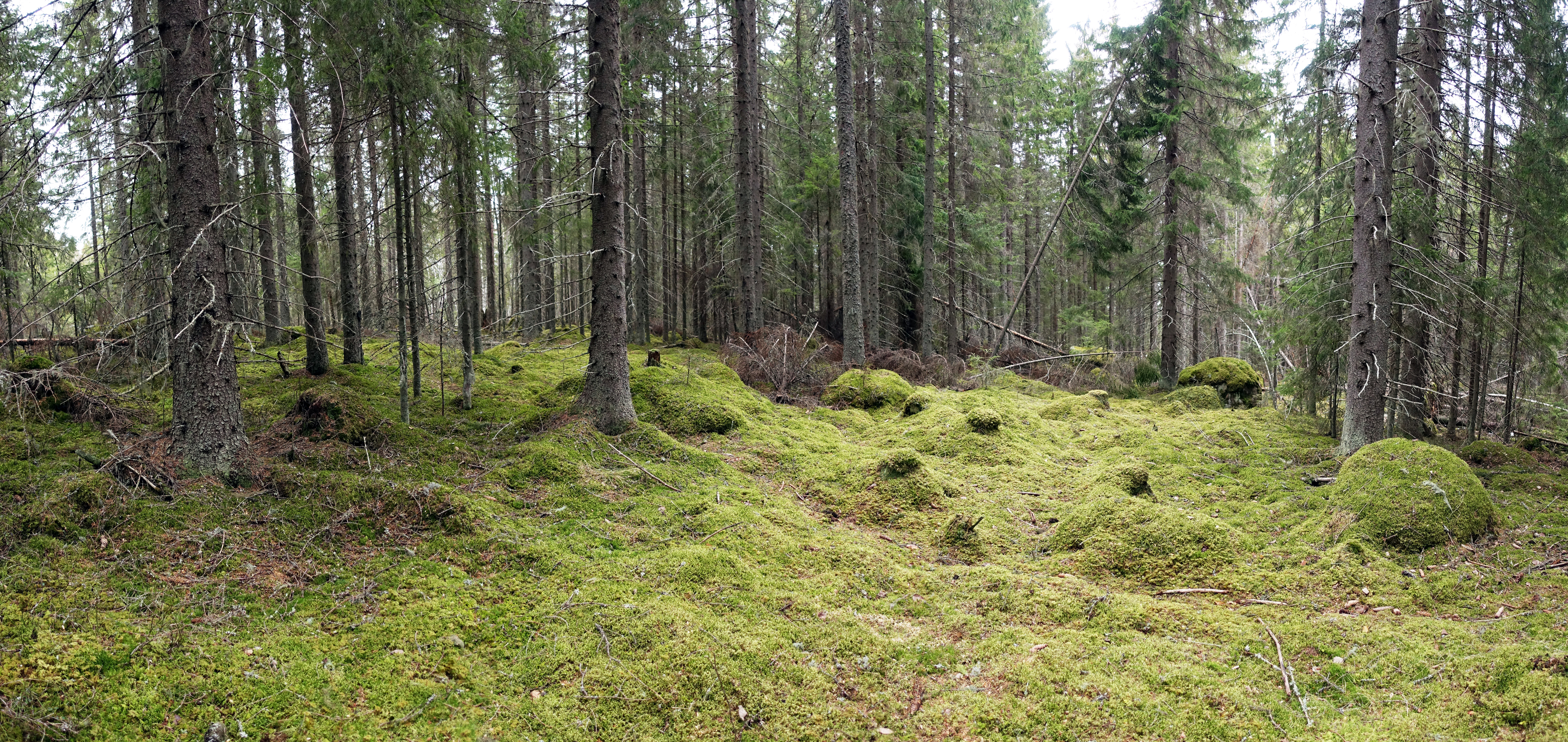
Moslaag
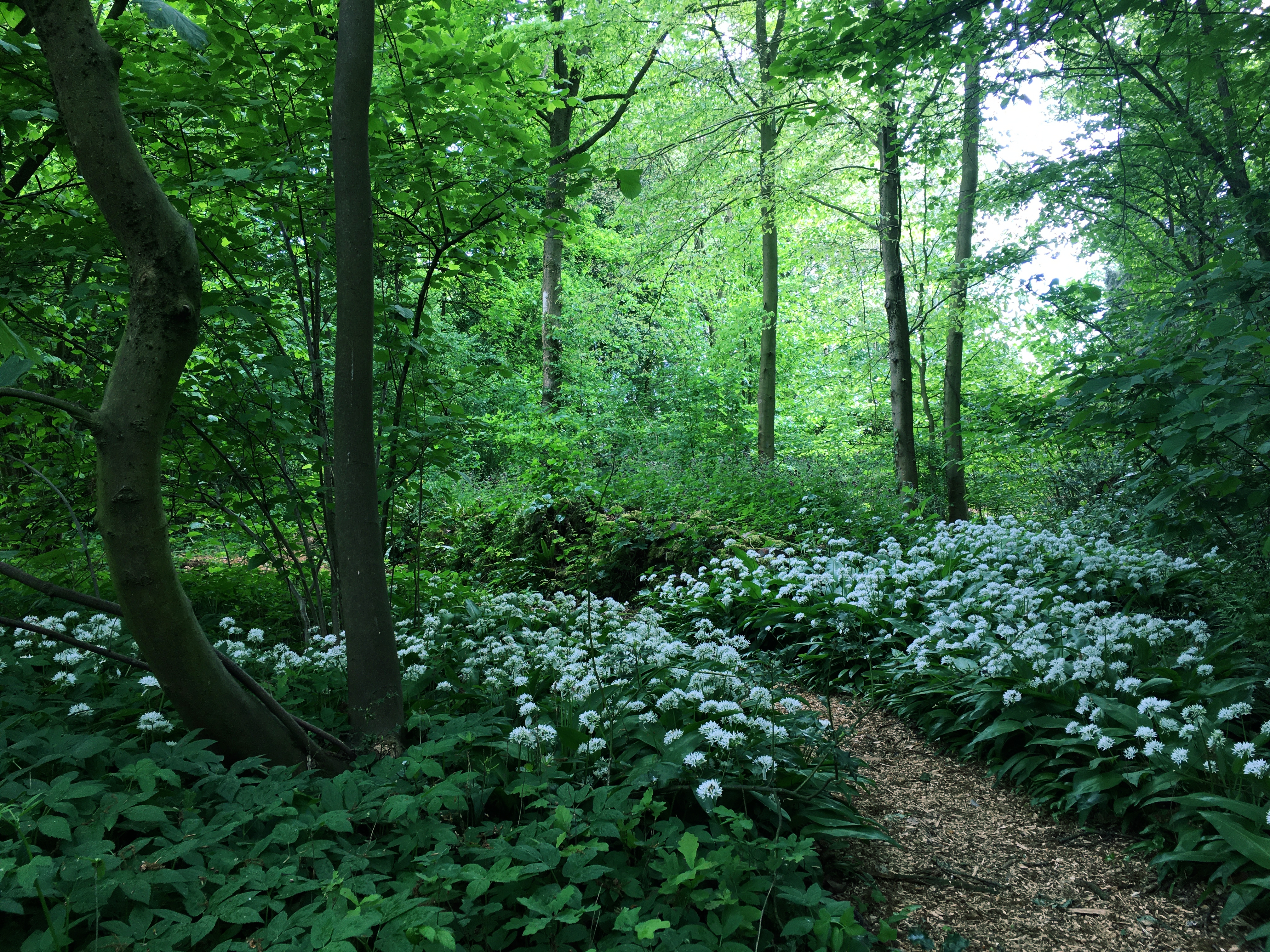
Kruidlaag
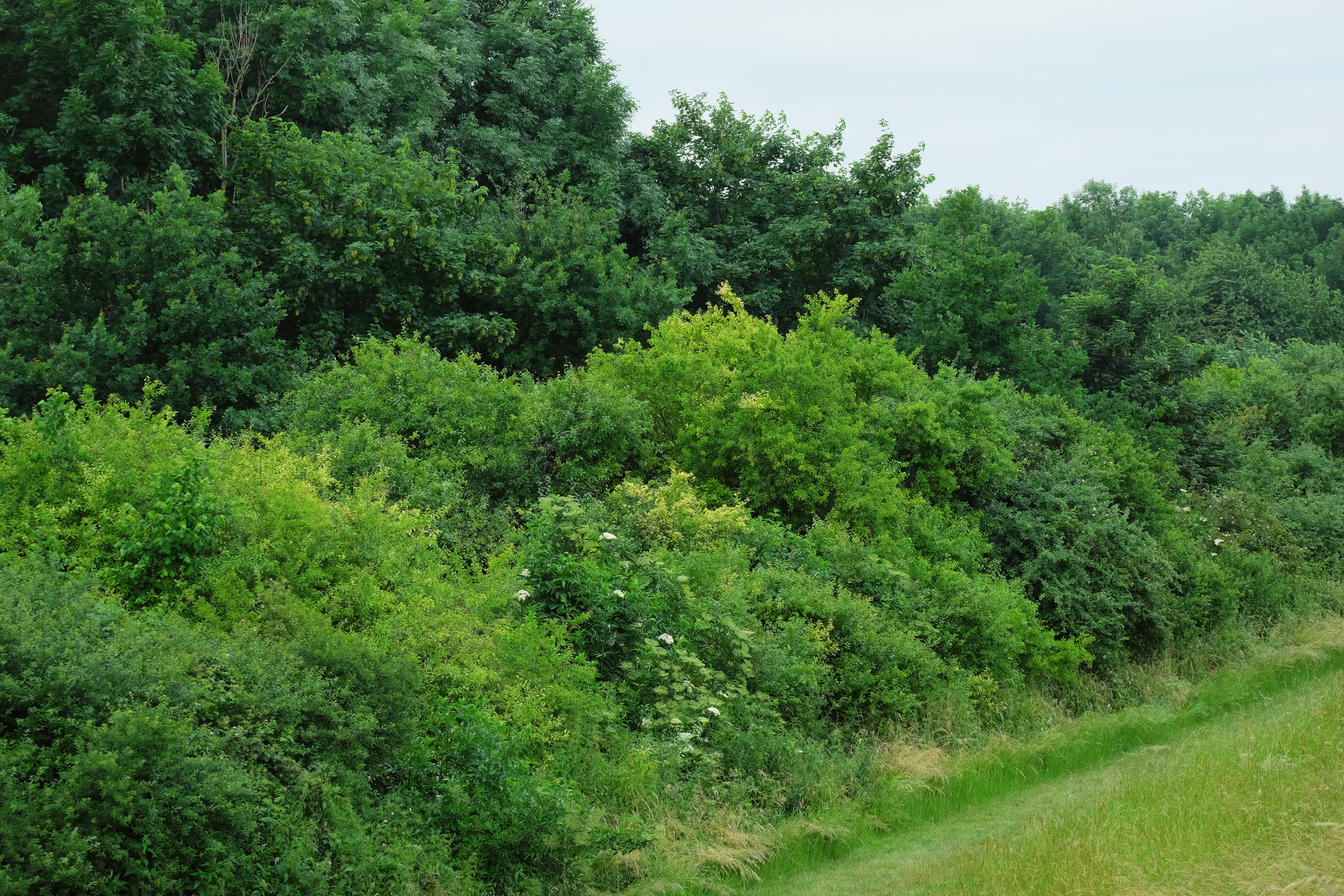
Struiklaag
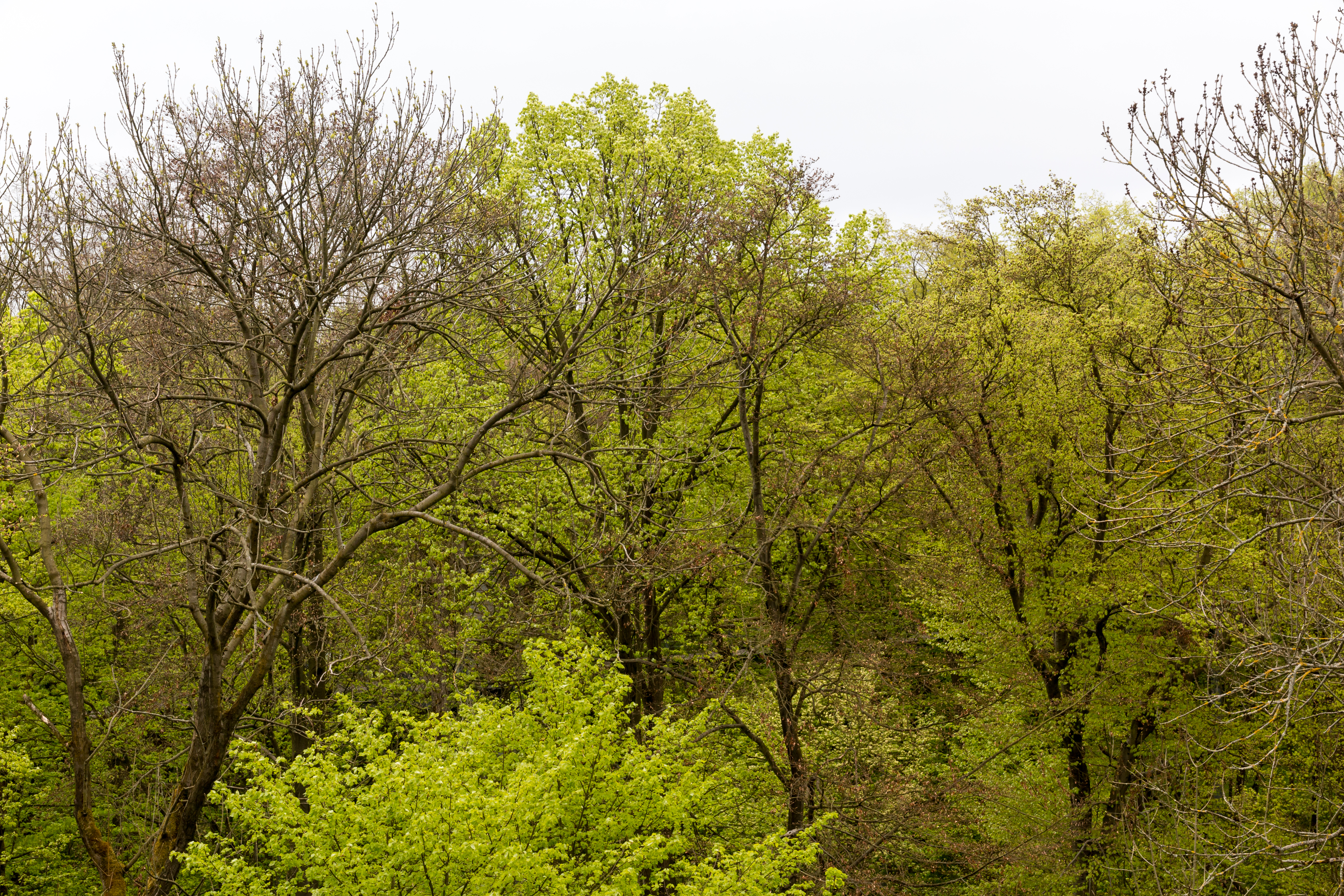
Boomlaag

### Dierenleven
In het bos komt een rijk insectenleven voor, afhankelijk van het vegetatietype. Insecten zijn actief in de bodem, maar ook op en in de kruidlaag, struiklaag en de bomen zelf. Voor veel vogels vormen ze een voedselbron.
Vooral in loofbossen komen veel vogelsoorten voor, zoals de gekraagde roodstaart, verschillende spechtensoorten, mezen als koolmees en pimpelmees, merel, tjiftjaf, roodborst, goudhaantje. In het overgangsgebied van bos naar akker of naar grasland komen vogels voor als bosuil, buizerd, havik, boomvalk en torenvalk.
Dieren vinden in een bos beschutting, nestgelegenheid en voedsel. Kenmerkende zoogdieren van het bos zijn de egel, mol, eekhoorn, bosspitsmuis, konijn, de hermelijn, wezel, soms boommarter, haas, ree en vos. In de oudere bossen komen verschillende soorten vleermuizen voor.

### Bossen als zuurstofleverancier
Bomen maken door de aanwezigheid van groene planten en algen zuurstof vrij als hij koolzuur gebruikt om koolstof te binden voor zijn groei en ontwikkeling of als reservestof.
Bomen kunnen, als ze doodgaan, ter plaatse door reducenten wegrotten of verbrand worden. Bij het verbranden en wegrotten wordt even veel zuurstof verbruikt als bij de groei is afgegeven.
Bomen kunnen gekapt worden voor bouwhout, brandhout of papier. Zolang het hout intact blijft is er een nettoverschil op de zuurstofbalans, dat wil zeggen zolang het bouwhout blijft bestaan of als de boom of vegetatie fossiliseert tot veen, bruin- of steenkool.
Als men een bos plant op een plaats waar het er voor die tijd niet was, is er een netto zuurstofeffect, maar alleen zo lang tot het bos in evenwicht is en er meer groeit dan er verteert. Bossen zijn dus niet zonder meer de belangrijke netto-leverancier van zuurstof, waarvan al het leven op Aarde afhankelijk zou zijn.

### Menselijk gebruik van bossen
Mensen oogsten hout uit bossen voor het maken van constructies, het produceren van papier en om te verstoken als brandhout en biomassa. In veel ontwikkelingslanden zijn brandhout en houtskool de grootste energiebronnen voor verwarming en koken, maar ook voor commerciële activiteiten zoals het drogen van vis en tabak en het bakken van stenen. In geïndustrialiseerde landen, wordt hout als energiebron voor zowel huishoudelijke als industriële doeleinden gebruikt.
Voor sommige samenlevingen zijn bosproducten een belangrijke voedselbron.
Bossen worden ook voor recreatieve doeleinden en ontspanning gebruikt. Veel voorkomende activiteiten zijn wandelen, joggen, mountainbiken, de hond uitlaten en natuurstudie (veldbiologie, het bestuderen van dieren en planten).

#### Bosaanplant

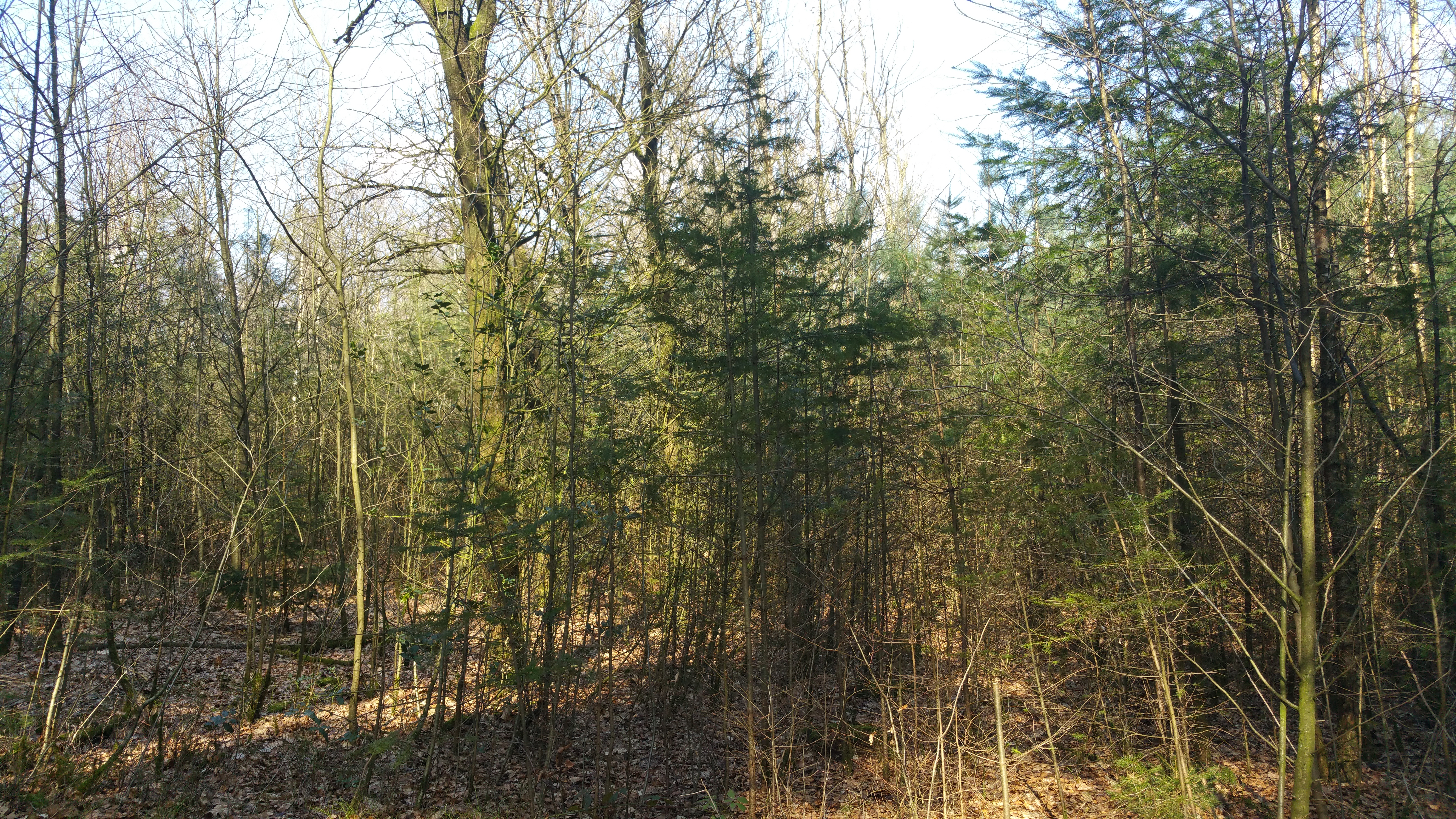
Een gemengde opstand in de dichte fase. Hoewel niet alle bomen wintergroen zijn, is te zien dat de opstand sluitende is. Weinig licht kan de bodem nog bereiken.

De fases die kunnen worden onderscheiden in de bosontwikkeling vanuit een aanplant zijn:
- De open fase: deze fase ontstaat na velling van de voormalige opstand of na een natuurlijke verstoring.
- De jonge fase: jonge bomen hebben zich gevestigd op de vlakte.
- De dichte fase: de kronen van de bomen raken elkaar.
- De stakenfase: het verschil met de dichte fase is dat de onderste 2-3 meter van de bomen geen levende takken meer hebben.
- De boomfase: de gemiddelde diameter op borsthoogte is nu boven de 20 cm.
- De aftakelingsfase: door de sterfte van grote bomen vallen er gaten in het bladerdek.

## Bos in Nederland
In Nederland is een periode geweest dat het land grotendeels bedekt was met bossen. De naam Holland ('Holtland' of 'Houtland') verwijst hier ook naar. Anno 2002 beslaat bos in Nederland 10,6% van de totale landoppervlakte. Daarmee is Nederland een van de dunstbeboste landen van Europa. Alleen Cyprus en IJsland hebben minder bos. Dat komt doordat de bossen al heel vroeg in de geschiedenis voor allerlei doeleinden zijn gekapt. Vooral de hoge bevolkingsdruk in Nederland heeft een grote rol gespeeld, waardoor veel ruimte nodig was voor akkerbouw en veeteelt (zo zijn de heidevelden in het zuiden en oosten van Nederland ontstaan), voor bewoning, voor wegen en voor industrie. Ook werd er veel bos gekapt ten behoeve van menselijk gebruik: koken en verwarming (brandhout), meubels en houtproducten (bijvoorbeeld papier), scheepsbouw en later mijnbouw. Anderzijds hebben soms natuurlijke processen gezorgd voor ontbossing. Zo raakten veel bossen door veenvorming verstikt, waardoor veenmoerassen ontstonden.
In Nederland worden in de 21ste eeuw theorieën over het ontstaan van oerbos in de lage landen aan de praktijk getoetst in projecten als de Gelderse Poort en de Oostvaardersplassen, waar het bosbeheer bestaat uit weinig ingrijpen en er geen aanplant is van bomen. Ook kent men in de eerste twee decennia van de 21ste eeuw een zestigtal bosreservaten, grote en kleine gebieden met verschillende typen bos waar niet meer wordt ingegrepen in de natuurlijke successie.

### Oppervlakte
Het laatste Nederlandse 'oerbos', het Beekbergerwoud, werd tussen 1869 en 1871 gekapt. Het areaal aan bos in Nederland bereikte midden 18e eeuw een dieptepunt. Destijds was in wat nu Nederland is nog 50.000 ha bos over. Sindsdien nam de oppervlakte naar schatting als volgt toe:
- 1750: 50.000 ha (2%)
- 1850: 100.000 ha (3%)
- 1950: 250.000 ha (7%)
- 2002: 360.000 ha (10,6%)

In 1994 formuleerde het ministerie van Landbouw, Natuurbeheer en Visserij de doelstelling om in 2020 420.000 ha bos te hebben, wat uitzicht zou bieden op 500.000 ha bos (15% van de landoppervlakte) in 2050. Het kabinet-Balkenende II veranderde echter het beleid ten aanzien van natuurontwikkeling, door meer nadruk te leggen op particulier initiatief, bijvoorbeeld van boeren. Hierdoor is de aangroei van het bosareaal gestagneerd.
Het vergroten van het bosoppervlak past in het beleid om aan de sterk gegroeide vraag naar recreatiegebied te voldoen. Een grote uitdaging hierbij is het aanleggen van recreatiegebieden in het bosarme westen van Nederland. Met name rond Amsterdam, Rotterdam en Den Haag is begin 21e eeuw een ernstig tekort aan dergelijke gebieden. Een voorbeeldproject in deze richting is het Bentwoud bij Benthuizen. De ruimte is echter schaars geworden in deze regio's, waardoor het moeilijk is om voldoende grond te vinden die blijvend als recreatiegebied kan worden ingevuld, zonder de nodige uitbreidingsmogelijkheden op het gebied van wonen en werken in gevaar te brengen. Ook bestaan er tegengestelde visies tussen enerzijds stedelingen die recreatiegebied zoeken en anderzijds de bewoners van potentiële recreatiegebieden die het landschap het liefst zo veel mogelijk ongemoeid willen laten.
Een andere drijfveer voor de overheid om het bosareaal te vergroten was de totstandbrenging van een ecologische hoofdstructuur. Deze was bedoeld om aansluitingen te ontwikkelen, waarlangs wild zonder ondoordringbare hindernissen van het ene naar het andere natuurgebied kan migreren.
De oppervlakte aan bos is in Nederland een gemankeerde maat voor de hoeveelheid echt bos. Als een bos gekapt wordt, blijft het officieel bos (er is immers een herplantplicht, al kan daarvan ontheffing worden verleend), maar het duurt (tientallen) jaren voor het opnieuw als bos herkenbaar is, en de functies kan vervullen die van een bos bekend zijn. Hoeveel van het areaal aan officieel bosareaal bestaat uit herkenbaar, en functioneel bos is niet bekend. Wel bekend is dat (zo rond 2020) in Nederland zo'n zes procent ouder was dan 120 jaar.

### Leeftijd
Uit de cijfers over de bosoppervlakte volgt al dat de gemiddelde leeftijd van de Nederlandse bossen vrij laag ligt, te meer daar een deel van de oudste bossen tussentijds nog is verdwenen, zoals het Beekbergerwoud. In 1985 stamde slechts 36.000 ha bos (11% van het totaal) uit de periode van vóór 1800, 27% dateerde uit de 19e eeuw en 44% uit de 20e eeuw (18% kon niet worden geclassificeerd). Enkele van de oudste bossen van Nederland zijn het Norgerholt (25 ha) bij Norg en de Boswachterij Speulderbos (3.300 ha) bij Speuld.
Deze cijfers zeggen overigens niets over de ouderdom van bomen, die in Nederland gemiddeld zo'n 100 tot 150 jaar oud worden. De naar algemeen aannemen oudste boom van Nederland staat anno 2022 in het Noord-Brabantse Sambeek, echter niet in een bos. Kijkt men naar de leeftijd van de bomen in bossen, dan was 34% tot 40 jaar oud, 46% tussen 40 en 80 jaar oud, 18% tussen 80 en 120 jaar oud en slechts 2% ouder dan 120 jaar.

### Bostypen
Een bos is in Nederland, volgens de Boswet van 1961 officieel een bos als 10 are (1000 m2) of meer uit bomen bestaat, of, bij een rijbeplanting, een of meer rijen van ten minste 21 bomen. Er zijn ook andere definities in omloop.
Er worden vier verschillende typen bos in Nederland onderscheiden: productiebossen, schermbossen, landgoedbossen en spontane bossen.

#### Productiebossen
Productiebossen vormen veruit de grootste groep, ze omvatten 57% van het totaal (1985). Bossen van dit type werden hoofdzakelijk aangelegd op heidevelden en dan vooral in de 19e en de eerste helft van de 20e eeuw. De oudste productiebossen stammen echter al uit de 16e eeuw en zijn hoofdzakelijk in Noord-Brabant te vinden: de Wouwse Plantage uit 1504-1540 is het oudste voorbeeld, gevolgd door het Mastbos bij Breda uit 1516. Lange tijd bleven deze bossen uitzonderingen. Pas in de tweede helft van de 18e eeuw begon de grootschalige aanleg van productiebossen, waarvan de Entel bij Borculo uit 1759 een van de vroegste voorbeelden is.
Heide had van oudsher een betekenis voor de veeteelt als weidegebied voor schapen. Heideplaggen dienden daarnaast als mest voor de essen, maar door de invoering van kunstmest ging de schapenhouderij eind 19e eeuw sterk achteruit en verloor de heide zijn functie. In het zuiden van Nederland, waar de heidevelden in handen waren van de gemeente, was al veel eerder de bebossing op gang gekomen, doordat het lucratief was heidegronden te verkopen aan bosbouwers - bijna uitsluitend grootgrondbezitters. In het oosten van Nederland waren de heidevelden in handen van de markegenootschappen - de gemeenschappelijke organisaties van boeren in een dorp. Deze hielden veel langer dan elders vast aan hun gronden. Pas toen door de Markewet van 1886 markedelingen interessant werden, kwamen de gronden hier in eigendom van individuele boeren. Vervolgens werden diverse gronden aangekocht door grootgrondbezitters, daarin ondersteund door de Nederlandsche Heidemaatschappij, of door het in 1899 opgerichte Staatsbosbeheer met het doel ze te bebossen. Meer dan de helft van alle productiebossen dateren dan ook van na 1900. Veelal gaat het om naaldbossen van uitheemse soorten als hemlockspar, weymouthden, fijnspar, zilverspar, lariks en douglasspar. Van de drie inheemse naaldboomsoorten - taxus (venijnboom), jeneverbes en grove den - is alleen de grove den in groten getale aangeplant. Een probleem bij deze bossen vormt de eentonigheid van aanplanting: alle bomen zijn van dezelfde soort en tegelijk aangeplant, dus van gelijke leeftijdsklasse. Ook worden de bossen gekenmerkt door rechthoekige percelen met rechte lanen, gericht op een zo doelmatig mogelijke bosbouw. De aandacht is sinds de jaren 1980 verschoven naar natuurwaarden en recreatie, waardoor diversificatie van het boombestand (verschillende soorten en leeftijden door elkaar aanplanten) en de aanleg van kronkelende wandelpaden meer gebruikelijk geworden is.

#### Schermbossen
Schermbossen zijn bossen die een buffer vormen tegen bedreigende of nadelige elementen in het landschap. 13% van de Nederlandse bossen behoren tot deze categorie (1985). Moderne schermbossen zijn bijvoorbeeld langs snelwegen te vinden, mede om de geluidshinder tegen te gaan. Veruit de meeste schermbossen ontstonden echter als stuifzand- of duinbossen, om zandverstuivingen te beteugelen. Deze zandverstuivingen ontstonden in heide- en duingebieden door te intensieve veehouderij, te grootschalig steken van plaggen of door de invloed van zee. Het opstuivende zand werd een bedreiging voor de landbouw en soms zelfs voor dorpen. In vroeger tijden werden deze stuifzanden bestreden door het gebruik van het gebied (schapen weiden, plaggen steken) tijdelijk te verbieden, of door houtwallen aan te leggen. Vanaf de 18e eeuw begint men met het beplanten van de zandverstuivingen met helmgras. In de 19e eeuw worden veel gebieden op grote schaal bebost, vooral met grove dennen. Het oudste bebossing gebeurde echter al in 1750 bij Harskamp. Hierdoor zijn de meeste stuifzandgebieden verdwenen of drastisch verkleind. Het grootste stuifzand van Nederland en zelfs van heel West-Europa, het Kootwijkerzand (700 ha), omvat vandaag slechts een fractie van de oorspronkelijke grootte. Ook de Loonse en Drunense Duinen zijn door bebossing in oppervlakte teruggedrongen.

#### Landgoed- en recreatiebossen
Vanaf de zeventiende eeuw ontstond er bij de bovenlaag van de bevolking tijd en vooral geld voor recreatie. Zij waren dan ook de eersten die de natuur gebruikten als vrijetijdsbesteding. Rijke Hollandse kooplieden legden in de zeventiende en achttiende eeuw buitenplaatsen aan: een landhuis met een grote siertuin op een omliggend landgoed. Deze zijn te vinden in de duingebieden, langs de Utrechtse Vecht en op de Utrechtse Heuvelrug, waar zelfs een aaneenschakeling van buitenplaatsen ontstond, bekend geworden als de Stichtse Lustwarande. Aanvankelijk werden de siertuinen volgens een strak, geometrisch model ingericht, naar het voorbeeld van de Franse tuinen bij bijvoorbeeld Versailles. Later, vanaf midden achttiende eeuw, groeide de belangstelling voor Engelse tuinen met natuurlijke vormen en kwam vanuit Engeland de landschapsstijl opzetten, die wat minder onderhoudsintensief was en door zijn vloeiende lijnen een betere overgang naar de bossen in de omgeving toeliet.
Waar in vlakke, meer open gebieden als het Amstel- en Vechtgebied de oudere geometrische tuinen beter tot hun recht kwamen, waren de nieuwere tuinen op de bos- en reliëfrijke Utrechtse Heuvelrug uitermate geschikt voor de landschapsstijl. Het bomenbestand werd zo afwisselend mogelijk gemaakt, met veel gebruik van exotische soorten. Globaal kan een patroon onderscheiden worden, waarbij in toenemende afstand vanuit het buitenhuis eerst tuin en park, dan gemengd loofbos en dan naaldhoutbos voor de productie van hakhout te onderscheiden is.
Vanaf eind negentiende eeuw, begin twintigste eeuw wordt vrije tijd voor steeds meer mensen bereikbaar. Vanaf dan ontstaan er ook parkachtige bossen in en om de grote steden, mede ter verbetering van de levensomstandigheden. In 1985 was 7% van de Nederlandse bossen aangelegd als landgoed, park of vanuit een andere recreatieve functie: 3% voor 1800, 3% in de negentiende eeuw en 1% na 1900. Het lage aandeel sinds 1900 is te verklaren doordat buitenplaatsen na de crisis in de jaren 1930 nauwelijks meer zijn aangelegd. Toch vormen de basisprincipes van de landschapsstijl voor velen nog altijd een ideaal. Het diversifiëren en het aanleggen van kronkelpaden in productiebossen, mede ter bevordering van de aantrekkelijkheid voor de recreatie, moet ook in deze context gezien worden.

#### Spontane bossen

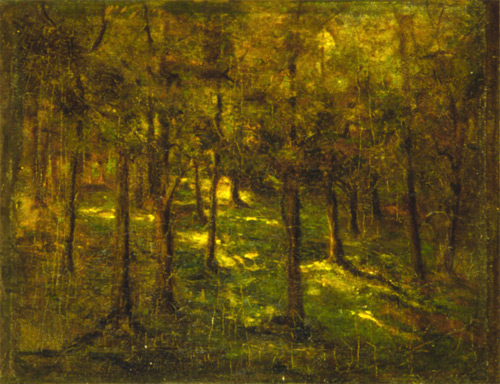
Bos door Eugenio Gignous (1850-1906)

Spontane bossen ontstaan op plaatsen waar de mens niet meer ingrijpt in het landschap. De natuur gaat dan zijn gang en de vegetatie groeit dicht tot een bos. Spontaan bos ontstond vooral vanaf eind 19e eeuw op heidevelden die dankzij kunstmest overbodig waren geworden. Doordat er geen schapen meer grazen schieten her en der steeds meer bomen op die de heide langzaam dichtgroeien. Dit is het beste bewijs dat heidevelden een door ingrijpen van de mens ontstaan landschap.
Een deel van het spontane bos werd als een vorm van natuurbeheer teruggedrongen om zo het heideveld te kunnen behouden. Waar dit niet gebeurde, verdichtte het bos zich langzaam tot 'opgaand bos', waarmee het proces van natuurlijke bebossing van het heideveld voltooid is. In 1985 vormde het spontaan bos 3% van de totale bosoppervlakte, bijna geheel ontstaan na 1900.

##### Plantengemeenschappen
De plantengemeenschappen van de bossen kan men verdelen in natte bossen en droge bossen.
In de natte bossen onderscheidt men binnen de syntaxonomie de klasse van wilgenvloedbossen en -struwelen (Salicetea purpureae), klasse van elzenbroekbossen (Alnetea glutinosae) en klasse van berkenbroekbossen (Vaccinio-Betuletea pubescentis).
In de droge bossen onderscheidt men de klasse van naaldbossen (Vaccinio-Piceetea), de klasse van eiken- en beukenbossen op voedselarme grond (Quercetea robori-petraeae) en klasse van eiken- en beukenbossen op voedselrijke grond (Querco-Fagetea).
Natte bossen
- Klasse van wilgenvloedbossen en -struwelen (Salicetea purpureae)
  - Orde: Orde van wilgenvloedbossen en -struwelen (Salicetalia)
    - Verbond: Verbond van wilgenvloedbossen en -struwelen (Salicion albae)
      - Associatie: Bijvoet-ooibos (Artemisio-Salicetum albae)
      - Associatie: Lissen-ooibos (Irido-Salicetum albae)
      - Associatie: Veldkers-ooibos (Cardamino amarae-Salicetum albae)
- Klasse van elzenbroekbossen (Alnetea glutinosae)
  - Orde: Orde van elzenbroekbossen (Alnetalia glutinosae)
    - Verbond: Verbond van elzenbroekbossen (Alnion glutinosae)
      - Associatie: Bosmuur-elzenbos (Stellario-Alnetum)
      - Associatie: Elzenzegge-elzenbroek (Carici elongatae-Alnetum)
      - Associatie: Elzen-berkenbroek (Sphagno-Alnetum)
      - Associatie: Koningsvaren-elzenbroek (Carici laevigatae-Alnetum)
      - Associatie: Moerasvaren-elzenbroek (Thelypterido-Alnetum)
      - Associatie: Ruigt-elzenbos (Macrophorbio-Alnetum)
- Klasse van berkenbroekbossen (Vaccinio-Betuletea pubescentis)
  - Orde: Orde van berkenbroekbossen (Vaccinio-Betuletalia pubescentis)
    - Verbond: Verbond van berkenbroekbossen (Betulion pubescentis)
      - Associatie: Berken-elzenbroek (Alno-Betuletum pubescentis)
      - Associatie: Dophei-berkenbroek (Erico-Betuletum pubescentis)
      - Associatie: Kraaihei-berkenbos (Empetrum-Betuletum pubescentis)
      - Associatie: Zompzegge-berkenbroek (Carici curtae-Betuletum pubescentis)

Droge bossen
- Klasse van naaldbossen (Vaccinio-Piceetea)
  - Orde: Orde van naaldbossen Vaccinio-Piceetalia
    - Verbond: Verbond van naaldbossen (Dicrano-Pinion)
      - Associatie: Gaffeltandmos-jeneverbesstruweel (Dicrano-Juniperetum)
      - Associatie: Korstmossen-dennenbos (Cladonio-Pinetum sylvestris)
      - Associatie: Kussentjesmos-dennenbos (Leucobryo-Pinetum)
- Klasse van eiken- en beukenbossen op voedselarme grond (Quercetea robori-petraeae)
  - Orde: Orde van eiken- en beukenbossen op voedselarme grond (Quercetalia roboris)
    - Verbond: Zomereik-verbond (Quercion roboris)
      - Associatie: Berken-eikenbos (Betulo-Quercetum roboris)
      - Associatie: Beuken-eikenbos (Fago-Quercetum)
      - Associatie: Bochtige smele-beukenbos (Deschampsio-Fagetum)
      - Associatie: Duin-eikenbos (Convallario-Quercetum dunense)

    - Verbond: Verbond van veldbies-beukenbossen (Luzulo-Fagion)
      - Associatie: Veldbies-beukenbos (Luzulo luzuloides-Fagetum)
- Klasse van eiken- en beukenbossen op voedselrijke grond (Querco-Fagetea)
  - Orde: Orde van eiken- en beukenbossen op voedselrijke grond (Fagetalia sylvaticae)
    - Verbond: Verbond van els en gewone vogelkers (Alno-Padion)
      - Onderverbond: Ulmenion carpinifoliae
        - Associatie: Abelen-iepenbos (Violo odoratae-Ulmetum)
        - Associatie: Essen-iepenbos (Fraxino-Ulmetum)
        - Associatie: Meidoorn-berkenbos (Crataego-Betuletum)
        - Rompgemeenschap: Rompgemeenschap van fluitenkruid (Anthriscus sylvestris -[Ulmenion carpinifoliae])
        - Rompgemeenschap: Rompgemeenschap van grote brandnetel (Urtica dioica-[Ulmenion carpinifoliae])

      - Onderverbond: Circaeo-Alnenion
        - Associatie: Goudveil-essenbos (Carici remotae-Fraxinetum) (synoniem: Elzenbronbos (Chrysosplenio oppositifolii-Alnetum))
        - Associatie: Vogelkers-essenbos (Pruno-Fraxinetum)
        - Rompgemeenschap: Gemeenschap van canadapopulier en schaafstro (Urtica dioica-[Circaeo-Alnenion])

    - Verbond: Haagbeuk-verbond (Carpinion betuli)
      - Associatie: Eiken-haagbeukenbos (Stellario-Carpinetum)
      - Associatie: Eiken-haagbeukenbos met wilde hyacint (Endymio-Carpinetum)

    - Verbond: Beuken-verbond (Fagion sylvaticae)
      - Associatie: Eiken-beukenbos met wilde hyacint (Endymio-Fagetum)
      - Associatie: Parelgras-beukenbos (Melico-Fagetum)
      - Associatie: Gierstgras-beukenbos (Milio-Fagetum)

#### Overige bossen
Er bestaan nog diverse andere soorten bos. Een belangrijke cultuurhistorische categorie vormen de strubbenbossen rond esdorpen, bijvoorbeeld in Drenthe. Deze kleine bossen zijn veelal eeuwenoud en hadden een meervoudige functie als hakhoutbos en als buffer naar het heideveld om te voorkomen dat de schapen de dichter bij het dorp gelegen essen opliepen. Door vraat van schapen konden de bosjes echter niet uitgroeien tot 'opgaand bos' en bleven ze beperkt tot 'strubben', struikachtige bomen.

### Samenstelling
De oudste bossen waren grotendeels gemengd loofbos. De meeste loofbomen zijn inheems, in tegenstelling tot veel naaldsoorten die pas later zijn ingevoerd. De meeste bossen die in de 19e en begin 20e eeuw werden aangeplant, zijn naaldbossen. Alleen op landgoederen vindt men veel gemengde bossen, omdat de eigenaren een zo groot mogelijke soortenrijkdom nastreefden. Productiebossen die in de polder werden aangelegd, zijn vaak (uitheemse) populieren. Vanwege de eentonigheid van veel naaldbossen, plant men de laatste decennia in bestaande en nieuwe bossen vooral loofbomen aan, waardoor het areaal loofbossen sterk groeit.
Van de totale oppervlakte "opgaand bos" (bos dat de gelegenheid krijgt te groeien en waarin niet of slechts selectief gekapt wordt, in tegenstelling tot hakhoutbos waar jonge bomen al gekapt worden of grienden waar wilgen worden geteeld) in 2002 - in totaal 260.000 ha - was 61,5% naaldbos en 38,2% loofbos. Twintig jaar eerder, in 1982, was op 235.000 ha opgaand bos het aandeel naaldbos nog 71,2% en het aandeel loofbos 28,7%.
Er is dus sprake van een zeer snelle verandering van de bossamenstelling door op grote schaal loofbomen in eentonige naaldbossen aan te planten. Gemeten naar mengingstype was in 2002 het ongemengd naaldbos met 30% weliswaar nog het meest voorkomende type, maar vergeleken met 1984 is het aandeel wel met een kwart teruggelopen. Ongemengd loofbos steeg in dezelfde periode van 17% naar 22%, gemengd loofbos van 11% naar 15%.
De belangrijkste boomsoorten en geslachten in 2002 zijn in volgorde van bosareaal grove den (36,9%), eik (17,4%), lariks (7,3%), douglasspar (7,2%), populier en wilg (6,3%), spar (4,4%), berk (3,7%), beuk (3,0%), es (2,7%), Amerikaanse eik (2,3%), esdoorn (1,1%) en els (1,0%). Vergeleken met 1982 neemt het areaal van eik, berk, es, esdoorn, els en douglas duidelijk toe, terwijl dat van grove den en spar afneemt.
Voor wat betreft de biodiversiteit heeft de soortensamenstelling aan boomsoorten vooral indirect effect. Het aantal boomsoorten dat in Nederland de bossen vormt is heel gering, en de biodiversiteit van een bos wordt vooral bepaald door andere groepen organismes die veel soortenrijker zijn. Zo kunnen in oude naaldbossen met maar enkele soorten bomen juist heel veel soorten schimmels (paddenstoelen) voorkomen, waaronder ook heel zeldzame. Het wel of niet aanwezig zijn van de Douglasspar in een bos telt qua boomsoorten maar voor één soort, maar kan een groot verschil maken voor roofvogels die graag in zo'n boom broeden.

### Eigendom
In de meeste landen is bos hoofdzakelijk in eigendom van particulieren of bosbouwbedrijven, met doorgaans een minderheid aan staatsbossen. In Nederland is deze verdeling in 2002 volledig anders:
- 33% van het bos is in handen van particulieren. Zij zijn verenigd in de Federatie Particulier Grondbezit, ook wel "Particulier Land Bos en Natuur" genoemd, bestaande uit twaalf provinciale verenigingen van particuliere grondbezitters.
- 51% van het bosareaal is in handen van de overheid:
  - 27% bij Staatsbosbeheer, daarmee veruit de grootste bosbeheerder van Nederland;
  - 2% bij Defensie, hoofdzakelijk als militair oefenterrein;
  - 1% bij de Dienst Domeinen;
  - 4% bij andere rijksdiensten;
  - 14% bij gemeenten;
  - 2% bij overige publiekrechtelijke organisaties.
- 16% van de bossen is in beheer bij natuurbeschermingsorganisaties. Dit is een ongekend hoog aandeel voor Europese begrippen. Vanwege de schaarste in Nederland van natuur in het algemeen en bos in het bijzonder ontstond rond 1900 een beweging die streefde naar het behoud van de nog bestaande natuur. Uit deze beweging is de Vereniging tot Behoud van Natuurmonumenten in Nederland voortgekomen. In de jaren 1930 ontstond op initiatief van Natuurmonumenten in elke provincie een provinciale landschapsbeschermingsorganisatie, meestal in de vorm van een stichting. Met een achterban van in totaal 1,2 miljoen leden en donateurs vormen Natuurmonumenten en de Provinciale Landschappen een belangrijke speler in het veld van natuurbeheer en -ontwikkeling.

### Grootte, versnippering en verbinding
Doordat Nederland dichtbevolkt is, is de versnippering van bos- en natuurgebieden een belangrijk probleem. Om die reden werd in de jaren 1990 een ecologische hoofdstructuur vastgelegd, die alle natuurgebieden van Nederland met elkaar moet verbinden.
Het grootste bosgebied van Nederland is de Koninklijke Houtvesterij Het Loo (9.800 ha), onderdeel van het Kroondomein Het Loo. Zulke uitgestrekte bosgebieden zijn zeldzaam: 38% van het Nederlandse bos (135.820 hectare) bevindt zich op een terrein groter dan 100 hectare. Er is 101.000 hectare bos versnipperd over ruim 50.000 percelen van elk minder dan 10 hectare.
Versnippering wordt bestreden door ecoducten aan te leggen over wegen, of juist gangen of tunneltjes onder wegen, zodat dieren deze obstakels veilig kunnen passeren. Ook worden steeds meer landbouwgebieden omgevormd tot natuurgebied, bij uitstek wanneer deze gebieden de schakel tussen twee natuurgebieden vormen.

### Toekomst
In Bos voor de toekomst. Uitwerking ambities en doelen landelijke Bossenstrategie en beleidsagenda 2030 van LNV en de provincies (November 2020), grotendeels gebaseerd op Revitalisering Nederlandse bossen van de samenwerkende bosbouwers (22 juli 2020), wordt geconstateerd dat anno 2020 het bos in Nederland bedreigd wordt. Ruwweg zijn te onderscheiden:
- stikstofneerslag, met als resultaat verzuring (en aluminium vergiftiging);
- verdroging, door wateronttrekking, met name door de landbouw;
- klimaatverandering, met als onmiddellijke manifestatie het optreden van plagen, die met name eiken, essen, en fijnsparren treffen;

Om het bos te "revitaliseren" wordt ingrijpen gepland, waarbij dan meer houtoogst mogelijk wordt, die dan hoogwaardiger ingezet hoort te worden (dus niet meer als brandstof).

#### Natuurbos
In het algemeen taalgebruik is een natuurbos een natuurlijk bos. In Bos voor de toekomst van LNV en de provincies wordt natuurbos geherdefinieerd als een terrein waarvan de functie is een bos te bieden waarin beheer primair is gericht op biodiversiteit, dit ongeacht de vraag of/en in hoeverre die biodiversiteit daadwerkelijk aanwezig is. Het klassieke natuurbos wordt daar een "zelfregulerend natuurbos" genoemd, en het dient gerealiseerd te worden door fors ingrijpen van de mens; pas op lange termijn kan het zichzelf reguleren. Zo is van het Nederlandse bos opeens bijna veertig procent "natuurbos", dit dan tegenover ongeveer één procent bos dat vanwege bestaande natuurwaarden als beschermd is aangemerkt.

## Bos in België
In het jaar 2000 had België in totaal 692.916 hectare bos, wat overeenkomt met 22,7% van de totale oppervlakte. Zowel de omvang, het verloop als de samenstelling van het bos verschilt sterk tussen Vlaanderen en Wallonië.

### Bos in Vlaanderen
In Vlaanderen werd in het jaar 2000 in totaal 146.381 hectare bos opgemeten, wat overeenkomt met 10,8% van de oppervlakte. Dit aandeel is dus vergelijkbaar met Nederland. Een groot verschil is wel, dat er in Vlaanderen geen sprake is van uitbreiding van het bosareaal. Tussen 1990 en 2000 kromp de bosoppervlakte zelfs met 6.000 hectare.

#### Historische ontwikkeling
De ontwikkeling van het bosareaal tussen 1775 en 2000 is nagenoeg nihil. Uit kaarten uit het jaar 1775 kan worden opgemaakt dat er destijds in wat nu Vlaanderen is ongeveer 147.000 ha bos was, evenveel als in 2000. Dit wil echter niet zeggen dat er geen veranderingen hebben plaatsgevonden.
Oorspronkelijk waren de bossen vooral in de zuidelijke helft van Vlaanderen te vinden: in Haspengouw, het Hageland, Pajottenland, de Vlaamse Ardennen en het West-Vlaamse Heuvelland. In deze gebieden is het bosareaal sterk teruggedrongen. Er zijn nog enkele grote bosgebieden over, zoals het Zoniënwoud, het Buggenhoutbos, Hallerbos, Meerdaalwoud, Heverleebos en Egenhovenbos en de Kluisberg. Daartegenover staat dat in de bosarme Kempen in de 19e eeuw grootschalig bos werd aangeplant op de heidevelden, een ontwikkeling gelijk aan die in Nederland. Vandaag is dan ook bijna de helft van alle bossen in Vlaanderen in de Kempen te vinden. De provincies Oost-Vlaanderen en West-Vlaanderen daarentegen zijn zeer bosarm.
Al met al ligt 70% van de Vlaamse bossen op een plaats die in 1775 nog onbebost was. Slechts 15% van de huidige bossen is ook permanent bebost gebleven sinds het einde van de 18e eeuw. Met name het Zoniënwoud en het Meerdaalwoud - Heverleebos zijn al zeer oude bossen. Ze vormen de overblijfselen van het legendarische Kolenwoud, dat ooit een groot deel van het huidige Vlaams-Brabant en Waals-Brabant besloeg.

#### Kenmerken
In de samenstelling van de Vlaamse bossen in 2000 overheerst het loofbos met 50,4%. Het naaldbos is met 36,0% duidelijk minder talrijk aanwezig. 11,4% is gemengd bos en 2,3% is (tijdelijk) onbebost. De meest voorkomende boomsoorten zijn grove den (21,6%), populier (15,1%), zomereik (10,1%), Corsicaanse den (9,7%), beuk (7,1%) en lariks (1,8%).
Het boombestand is over het algemeen jong te noemen: 55% van de bomen is jonger dan 40 jaar, 20% is tussen de 40 en 80 jaar oud, 3% is ouder dan 80 jaar. Hierbij moet worden aangetekend dat 21% geclassificeerd werd als bos van verschillende leeftijden, zonder uitsplitsing naar leeftijdsklassen.
Verreweg het grootste deel van de bossen in Vlaanderen is privébos: 70,3% in 2000. 12,4% is in beheer bij het Vlaams gewest (Agentschap voor Natuur en Bos), 17,3% bij andere overheden (gemeenten, provincies, Landsverdediging). Een klein deel van de privébossen wordt beheerd door natuurbeschermingsorganisaties, waarvan Natuurpunt (ongeveer 16.000 ha bos- en natuurgebied in 2007) de grootste is. Zij hebben echter lang niet zoveel grond als bijvoorbeeld de collega's in Nederland.

#### Brussel
De Vlaamse cijfers omvatten niet de 1.735 hectare bos in het Brussels Hoofdstedelijk Gewest. Het Brussels gewest heeft daarmee een met Vlaanderen vergelijkbaar aandeel bos. Dit is vooral te danken aan het Brusselse deel van het Zoniënwoud, maar er zijn ook nog een aantal parkbossen binnen de gewestgrenzen.

### Bos in Wallonië
Het Waalse bos omvatte in 2000 in totaal 544.800 hectare, wat overeenkomt met 32,4% van de totale oppervlakte. Sinds het midden van de 19e eeuw is het bosareaal in Wallonië bijna verdubbeld en nog altijd blijft het sterk groeien.
Het bos is vooral geconcentreerd in het zuiden van de deelstaat. Van het Waalse bos is 63% te vinden in de Ardennen, een regio waar ruim de helft van de landoppervlakte bebost is. Alleen al de provincie Luxemburg heeft 42% van alle bossen in Wallonië binnen haar grenzen, Waals-Brabant daarentegen 2%.
De samenstelling van het bos is bijna gelijk: 52,4% loofbos en 47,6% naaldbos. In de productieve bossen (88% van het totaal) zijn de belangrijkste soorten: fijnspar (36,1%), eik (17,2%), beuk (8,9%), grove den (3,2%), douglas (2,3%), populier (2,1%) en lariks (1,7%). Loofbos neemt zowel in omvang als aandeel langzaam toe, naaldbos neemt langzaam af.
De eigendomsverhoudingen verschillen sterk van die in Vlaanderen: 53% van het bos is in privébezit, 34% is in beheer bij gemeenten, 11% bij het gewest en 2% bij andere overheden.

## Bos in Suriname
Suriname is een van de dichtstbeboste landen ter wereld. Meer dan 90% van de landoppervlakte is bedekt met bos, in totaal ruim 11 miljoen hectare. Doordat de bevolkingsomvang beperkt is en de meeste mensen in het kustgebied wonen, was er lang nauwelijks sprake van ontbossing. Bovendien werd Suriname al vroeg begonnen met het beschermen en duurzaam beheren van de natuur. Dit resulteerde in een bijzonder groot, gaaf en waardevol tropisch bosareaal. Later werd in toenemende mate gekapt, en ook de (semi-)illegale goudwinning vormt een bedreiging.
Er zijn diverse natuurreservaten in Suriname, waarvan het Centraal Suriname Natuurreservaat (tevens UNESCO-werelderfgoed) met 1,6 miljoen hectare oftewel 13% van het totale Surinaamse landoppervlak het grootste is. Het bos wordt beheerd door de Dienst 's Lands Bosbeheer, opgericht in 1947. Deze dienst kreeg in 1998 gezelschap van de Stichting voor Bosbeheer en Bostoezicht.

## Bos op de Nederlandse Antillen en Aruba
Hoewel beperkt in omvang, hebben de eilanden van de Nederlandse Antillen en Aruba elk hun eigen bossen.
De drie zuidelijke eilanden liggen in een woestijnklimaat en hebben daarom geen uitbundige begroeiing. De noordelijke eilanden daarentegen liggen in de subtropische zone en hebben wel een bebost karakter, hoewel Sint Maarten vanwege de vele bebouwing en hoge bevolkingsdichtheid alleen nog enkele beboste heuvels heeft. De twee kleinste eilanden, Sint Eustatius en Saba, zijn het meest bebost.
De natuur op Sint Eustatius is te vinden in het Nationaal Park Quill-Boven. In feite bestaat het uit twee gebieden: de bossen op de flanken van The Quill aan de zuidkant van het eiland en de bossen rond de Bovenberg in het noorden.
Saba is het enige eiland dat in meerderheid bedekt wordt door bos. Het Nationaal Park Saba omvat 43 hectare met de hoogste natuurlijke waarde. Het miniregenwoud op de flanken van de Mount Scenery, de hoogste berg in het koninkrijk, valt daar grotendeels buiten.